# Весёлые горы
Весёлые горы — лесистый горный массив на Среднем Урале, в Свердловской области России.
В меридиональном направлении Весёлые горы протянулись на 30 километров, от реки Чауж на севере, и до верховьев реки Сулём на юге.
По гипсометрической классификации Весёлые горы считаются низкими горами. Лишь несколько горных вершин превышают высоту 700 метров над уровнем моря.
Самой высокой горной вершиной в Весёлых горах является гора Старик-Камень высотой 755 метров. Третья по высоте гора Голая — 738 метров — находится в километре от него.
Далее следуют горы:
- Широкая — 746 метров,
- Билимбай — 723 метра,
- Дикая — 719,
- Весёлки — 718.
- Белая — 712 метров.

## Галерея

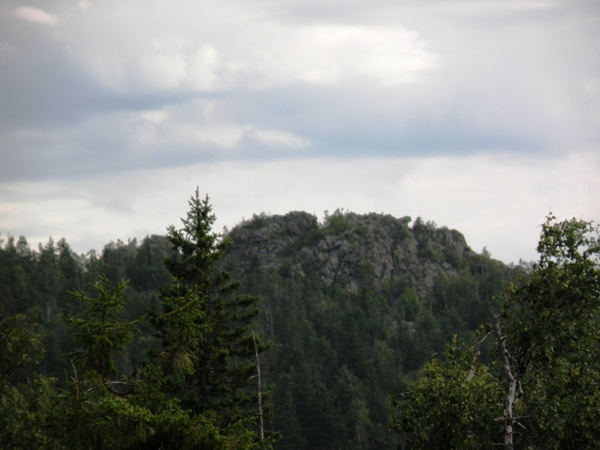
гора Старик-Камень
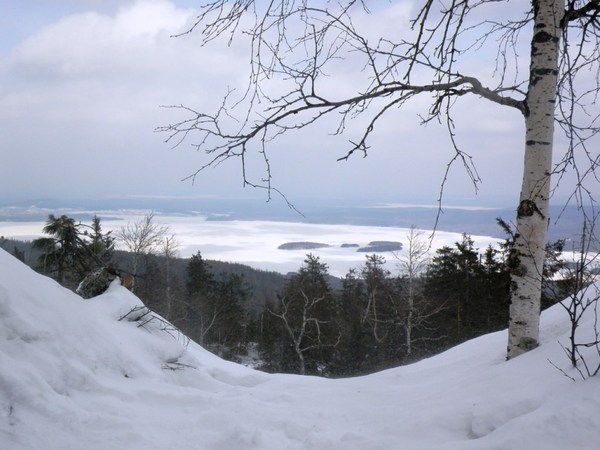
Вид на Черноисточинский пруд с горы Белой
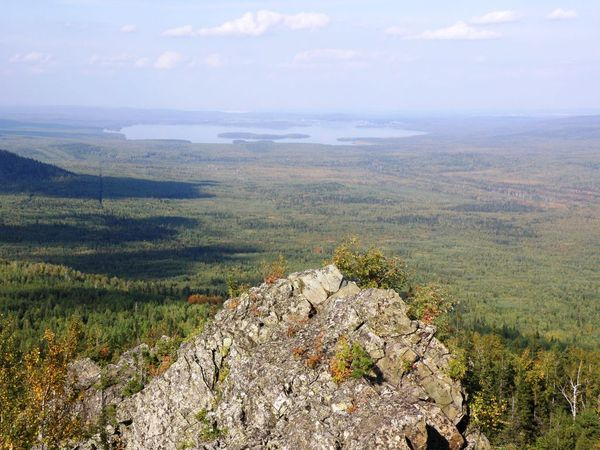
Вид на Черноисточинский пруд с горы Острой
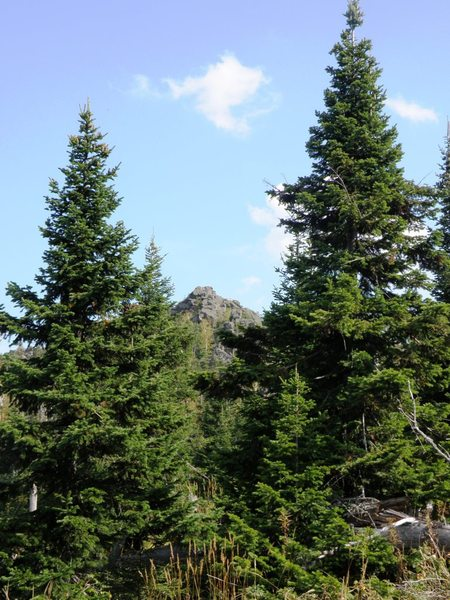
гора Острая